# Alocasia hollrungii
Alocasia hollrungii är en kallaväxtart som beskrevs av Adolf Engler. Alocasia hollrungii ingår i släktet Alocasia och familjen kallaväxter. Inga underarter finns listade.